# Montmoyen
Montmoyen is een gemeente in het Franse departement Côte-d'Or (regio Bourgogne-Franche-Comté) en telt 86 inwoners (2009). De plaats maakt deel uit van het arrondissement Montbard.

## Geografie
De oppervlakte van Montmoyen bedraagt 20,6 km², de bevolkingsdichtheid is dus 4,2 inwoners per km².
De onderstaande kaart toont de ligging van Montmoyen met de belangrijkste infrastructuur en aangrenzende gemeenten.

## Demografie
Onderstaande figuur toont het verloop van het inwonertal (bron: INSEE-tellingen).